# Eupithecia capitata
Euphithecia capitata es una especie de polilla de la familia Geometridae. La especie fue descrita por primera vez por Harrison Gray Dyar habiendo sido descrita en 1918, con distribución en México. El holotipo de la especie fue descrita en el Zacualpan.

## Descripción
Es una polilla de pequeño tamaño con una envergadura de 19 milímetros (0,7 plg). Su ala anterior es de color gris violáceo, rojiza en el espacio medio. Cuenta con una línea subbasal negra, subcostal y en ángulo. Su línea interna es oblicua, tocando el punto discal con un ángulo agudo, luego se torna oblicua hacia la costa del ala. El punto discal es redondo y negro. La línea exterior que se curva desde la costa, es paralela a la línea interior hasta la vena 2, y luego forma un ángulo hacia afuera en el pliegue submediano. La línea subterminal es de grozor más ligera, negruzca, ondulada y con discretas manchas blancas a lo largo de su recorrido.
El ala trasera es un poco más clara que la anterior. Cuenta con una raya negra a lo largo del pliegue submediano; una barra gruesa mediana y negra desde el pliegue hasta el margen. Tiene además una doble línea negra exterior que es tenue y una línea terminal negra como en el ala anterior.